# Trungboa
Trungboa es un género de plantas de flores de la familia Scrophulariaceae. 

## Especie
- Trungboa poilanei

- Datos: Q9090370
- Especies: Trungboa